# A dinoszauruszkutatás reneszánsza
A „dinoszaurusz reneszánsz” egy kismértékű tudományos forradalom volt, ami az 1960-as évek végén kezdődött, és a dinoszauruszok iránti tudományos és populáris érdeklődés megújulásához vezetett. Ezt az időszakot olyan új felfedezések és kutatások fémjelezték, melyek azt bizonyították, hogy a dinoszauruszok a 20. század első felében uralkodó elképzeléssel szemben nem hideg vérű és lomha, hanem inkább meleg vérű és aktív állatok voltak. A kifejezés Robert T. Bakker őslénykutató révén került be a köztudatba, aki 1975 áprilisában ezzel a címmel jelentetett meg egy cikket a Scientific American című tudományos, népszerűsítő folyóiratban.
A paradigmaváltást John Ostrom vezette be, aki felvetette, hogy a madarak a coelurosaurus dinoszauruszokból fejlődtek ki, de fő szószólója tanítványa, Robert Bakker lett, aki szenvedélyesen érvelt a mellett, hogy a dinoszauruszok a mai emlősökhöz és madarakhoz hasonlóan meleg vérűek voltak. Bakker gyakran a 19. század végén népszerű eszmék reneszánszaként írta le ezt az elképzelést, a „dinoszauruszok körüli szélcsendként” hivatkozva a közbülső átmeneti időszakra. A folyamat végül a dinoszauruszok biológiájával kapcsolatos gondolkodásmód megváltozásához vezetett, beleértve olyan témákat is, mint a fiziológia, az evolúció, a viselkedés, az ökológia, és a kihalás. Emellett kihatással volt a dinoszauruszok populáris kultúrában való ábrázolására is.

## A dinoszauruszok és a madarak eredete
A 19. század közepén és végén sok tudós úgy vélekedett, hogy közeli kapcsolat állhat fenn a madarak és a dinoszauruszok között, és hogy a dinoszauruszok a hüllők és a madarak közti átmeneti állapotnak tekinthetők. Nem sokkal azután, hogy Charles Darwin 1859-ben megjelentette A fajok eredete című művét, Thomas Henry Huxley brit evolúció-párti biológus felvetette, hogy a madarak a dinoszauruszok leszármazottai lehetnek. A dinoszauruszok, az első madárként ismertté vált Archaeopteryx és a modern madarak csontvázai közti hasonlóságot hozta fel bizonyítékként.

A Deinonychus (balra) és az Archaeopteryx (jobbra) mellső végtagjai közötti hasonlóság vezette rá John Ostromot a dinoszauruszok és madarak közti kapcsolatról szóló elmélet felélesztésére

1926-ban Gerhard Heilmann megírta a nyilvánosságra nagy hatással bíró A madarak eredete (The Origin of Birds) című könyvét, melyben elvetette a dinoszaurusz–madár kapcsolat lehetőségét arra hivatkozva, hogy a dinoszauruszoknak nem volt villacsontjuk (azaz a kulcscsontjuk nem volt összeforrva). (Ezen állításról mára bebizonyosodott, hogy téves.) Ettől kezdődően az lett az elfogadott nézet, hogy a madarak a crocodylomorpha és thecodontia őseikből fejlődtek ki, a dinoszauruszok pedig eltűntek az élő fajok eredetéről folytatott viták középpontjából. Az új szemlélet közrejátszhatott a dinoszauruszok evolúciója iránti tudományos érdeklődés csökkenésében is.
1964-ig a helyzet változatlan maradt, ekkor azonban John Ostrom felfedezett egy kis termetű húsevő theropoda dinoszauruszt, melyet Deinonychus antirrhopusnak nevezett el. Az állat csontváza nyilvánvaló hasonlóságokat mutatott a madarakéval. Ez a lelet vezette rá arra, hogy Huxleynak igaza volt abban, hogy a madarak a dinoszauruszokból fejlődtek ki. Bár a Deinonychus sugalmazta Ostromnak, hogy a dinoszauruszokat a madarakhoz kapcsolja, már évtizedekkel korábban is kerültek elő hasonló leletek, például a Velociraptor, amit akkor még nem hasonlítottak a madarakhoz. Ostrom felfedezése után a madarak dinoszauruszokból való kifejlődésének elmélete támogatásra talált az őslénykutatók között és mára általánosan elfogadottá vált. A kladisztika és az egyéb új módszerek, valamint a tollas dinoszauruszok felfedezése igazolták a kapcsolat meglétét. E felismerés a dinoszauruszok, és főként a theropodák filogenetikája iránti érdeklődés megnövekedéséhez és jobb megértéséhez vezetett.

## A dinoszauruszok monofíliája
Kezdetben a dinoszauruszokat monofiletikus csoportnak tartották, amely olyan állatokból áll, amiknek egyetlen közös őse van, és nincs közük más hüllőkhöz[forrás?]. Harrey Seeley azonban nem értett egyet ezzel az értelmezéssel, és két részre osztotta fel a Dinosauria csoportot, a hüllőmedencéjűek és a madármedencéjűek rendjére, melyek az Archosauria tagjainak tűntek, és nem állnak különleges kapcsolatban egymással. Ahogy a Dinosauria eltűnt a tudományos osztályozásból, a „dinoszaurusz” szó tudományos jelentésétől megfosztva bekerült a hétköznapi nyelvbe. A 19. század nagy részében ez volt az irányadó értelmezés.
Mindez megváltozott, amikor 1974-ben Bakker és Peter Galton egy cikket jelentetett meg a Nature című tudományos folyóiratban, amiben felvetették, hogy a dinoszauruszok nem csak természetes monofiletikus csoportot alkotnak, de egyben egy olyan új osztályt is képviselnek, amely tartalmazza a madarakat is. A dinoszauruszok monofíliájáról alkotott elképzelés felélesztése kezdetben vitákat váltott ki, de később elfogadottá vált, és a kladisztikus módszertan megjelenésével szinte általánosan elterjedt. A Dinosauria osztállyá válását már kevésbé támogatták, ami feltehetően nagyrészt a rangsorolást teljesen elvető filogenetikus rendszertan gerinces őslénytanban való növekvő használatának tudható be.

## Melegvérűség és aktivitási szintek

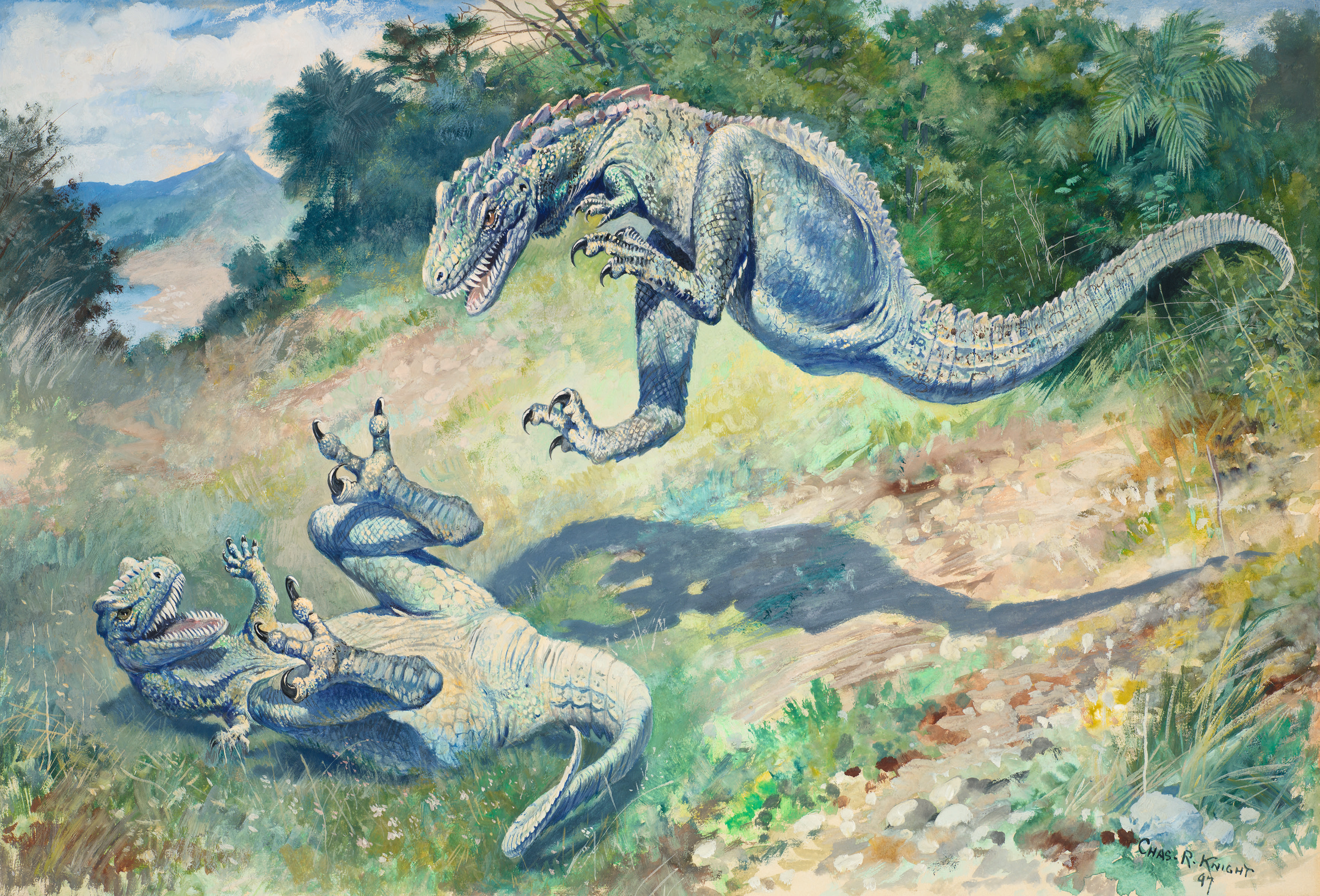
Charles R. Knight 1897-ben készült festménye a két harcoló "Laelapsról" (mai nevén Dryptosaurus). Bakker rámutatott, hogy az efféle széles körben elfogadott 19. századi reprodukciók is aktív és gyors állatokként ábrázolják a dinoszauruszokat.

Az 1970-es és 1980-as években egy sor tudományos cikk, könyv és újságcikk látott napvilágot azt követően, hogy 1968-ban a Discovery hasábjain megjelent a The superiority of dinosaurs (A dinoszauruszok felsőbbrendűsége) című írás, amiben Robert Bakker határozottan kijelentette, hogy a dinoszauruszok meleg vérű és aktív állatok voltak, melyek hosszú, aktívan töltött időszakokat is el tudtak viselni. Publikációi többségében Bakker a 19. század végén népszerű elképzeléseket felélesztő új bizonyítékokként állította be érveit, gyakran hivatkozva a dinoszauruszok eljövendő reneszánszára. Különböző anatómiai és statisztikai érveket használt állításai megvédésére, módszerei azonban a tudományos körökben heves vitákat váltottak ki. A viták felkeltették az érdeklődést a kihalt állatok ősbiológiájának kutatására használatos olyan új módszerek iránt, mint például a csont hisztológia, melyet sikeresen alkalmaztak számos dinoszaurusz növekedési arányának meghatározásánál. Napjainkban általánosan elfogadott, hogy egyes dinoszauruszokat, vagy talán valamennyit magasabb metabolikus arány jellemezte, mint a ma élő hüllőket, de a helyzet jóval összetettebb és változatosabb, mint ahogy Bakker eredetileg felvázolta. Például amíg a kis méretű dinoszauruszok valószínűleg meleg vérűek (endotermek) voltak, addig a nagyobbak talán tehetetlenségi homeotermia révén szabályozták a hőmérsékletüket, de az is lehetséges hogy sok dinoszaurusz közepes metabolikus aránnyal rendelkezett.

## Új elméletek a dinoszauruszok viselkedéséről
Az 1960-as évek végén új elméletek jelentek meg a dinoszauruszok viselkedésével kapcsolatban. A fosszilis lábnyomokat őrző leletek alapján Bakker azt állította, hogy a sauropodák strukturált csordákban mozogtak, melyekben a felnőttek védelmi gyűrűvel vették körül a fiatal egyedeket. Ezt az elképzelést azonban Ostrom és az elismert dinoszaurusz lábnyom szakértő, Roland T. Bird vitatni kezdte.
Az első szigorú vizsgálat a dinoszauruszok fészekrakási magatartását illetően az 1970-es évek végén kezdődött meg, mikor Jack Horner kijelentette, hogy a Maiasaura nevű kacsacsőrű dinoszaurusz gondozta az utódait.

## Új kihalási elméletek, a meteorbecsapódás
A dinoszauruszokkal kapcsolatos érdeklődésre hatással volt egy új elképzelés is, melyet Eugene Merle Shoemaker vetett fel elsőként, aki szerint a Földet és más Naprendszerbeli égitesteket állandó meteoritbecsapódások érnek. Ez vezetett el a kréta–tercier kihalási esemény elméletéhez, ami szerint a dinoszauruszok 65 millió évvel ezelőtti eltűnését egy meteorit becsapódása okozta, feltételezhetően ennek következtében alakult ki a mexikói Chicxulub-kráter. A láz 1994-ben érte el a tetőpontját, mikor a Shoemaker-Levy 9 üstökös a tévénézők milliói szeme láttára becsapódott a Jupiterbe.

## A dinoszauruszok ábrázolásának változásai
A dinoszaurusz reneszánsz nem csak az állatokról alkotott tudományos elképzeléseket változtatta meg, hanem kihatással volt a róluk készített művészi ábrázolásokra is. Bakker, tehetséges művészként gyakran eleven módon illusztrálta elgondolásait. Ostrom 1969-es Deinonychus ismertetőjéhez készült rajza az egyik legelismertebb, ikonná vált dinoszaurusz rekonstrukció. Mára ugyan kiderült, hogy több szempontból is pontatlan, például a szeméremcsontja túl rövid, és hiányoznak az állat tollai, melyek léte a közeli rokonságába tartozó nemek tollas leletei alapján feltételezhető.
Az 1970-es évek során a hüllőszerű dinoszaurusz rekonstrukciók egyre inkább emlősszerűvé vagy madárszerűvé váltak. A művészek a dinoszauruszokat aktívabb testhelyzetekben kezdték megjeleníteni, felhasználva a mozgásukkal és viselkedésükkel kapcsolatos új elképzeléseket.
Az „újhullámos” művészek közé tartozott Gregory Paul, Mark Hallet és Doug Henderson. Gregory Paul részben megvédte és kiegészítette Bakker dinoszaurusz anatómiával kapcsolatos ötleteit. Pontos és részletes magyarázatot fűzött a rekonstrukciókhoz, miközben gyakran bírálta a hagyományos megközelítés hibáit. Emellett nagy számú, kis méretű tollas dinoszauruszt ábrázoló képet készített, miközben a velük kapcsolatos elképzeléseket cikkeiben és a Predatory Dinosaurs of the World (A világ ragadozó dinoszauruszai) című könyvében próbálta megvédeni. Nézeteit nagyrészt igazolták azok a tollas dinoszaurusz leletek, melyeket az 1990-es évek végéig felfedeztek. Paul elgondolásai és stílusa jelentős hatást gyakoroltak a dinoszaurusz művészetre.

## Kulturális hatás
A dinoszaurusz reneszánszt tekintik a dinoszauruszok iránti hétköznapi érdeklődés megújulása okának. Bakker nem szakmai jellegű cikkeinek és könyveinek, főként a The Dinosaur Heresies (A dinoszaurusz eretnekség) című művének fontos szerepe volt a dinoszauruszkutatás népszerűsítésében.
A Jurassic Park 1993-as filmváltozata talán a legjelentősebb esemény volt, ami közrejátszott a dinoszaurusz reneszánsz kapcsán megjelenő elméletek megismertetésében. Ez volt az első alkalom, amikor a dinoszauruszok, ellentétben a korábbi filmek lomha szörnyeivel, intelligens, gyors, meleg vérű állatokként jelentek meg. Többek között Bakker, Jack Horner és Gregory Paul is konzultánsként segítették a film elkészítését.

## Ajánlott irodalom
- Bakker, R.T.. The Dinosaur Heresies. New York: William Morrow (1986)
- Paul, G.S.. Predatory Dinosaurs of the World. New York: Simon & Schuster, 464. o. (1988)
- szerk.: Czerkas, S. J.. Olson, E. C.: Dinosaurs Past and Present, Volumes I, II. Los Angeles: Natural History Museum of Los Angeles County (1986)

## Fordítás
- Ez a szócikk részben vagy egészben  a   Dinosaur renaissance című angol Wikipédia-szócikk ezen változatának fordításán alapul.  Az eredeti cikk szerkesztőit annak laptörténete sorolja fel. Ez a jelzés csupán a megfogalmazás eredetét és a szerzői jogokat jelzi, nem szolgál a cikkben szereplő információk forrásmegjelöléseként.